# Toma de Uchiza de 1987
La toma de Uchiza fue un acto perpetrado por el Ejército Guerrillero Popular del Partido Comunista del Perú-Sendero Luminoso entre el 30 de mayo al 6 de junio de 1987.
La ciudad fue recuperada posteriormente por la Guardia Civil del Perú durante enfrentamientos, se descubrió restos de diez personas, seis efectivos policiales y cuatro civiles.

## Posición subversiva
El Partido Comunista del Perú-Sendero Luminoso, su brazo armado Ejército Guerrillero Popular y aliados narcotraficantes, estaban intentando boicotear a la Empresa Nacional de la Coca (ENACO). Las maneras de atacar al ENACO era, desde el más puro acoso militante, hasta recurrir a una forma de guerra de precios en donde el ENACO no podía cubrir la excesiva oferta de los cultivadores de coca prosenderistas, haciendo que la empresa pública colapse. El plan del Estado peruano de lograr implementar cultivos no cocaleros fracasó.
Sendero Luminoso también estaba incómodo con la presencia de Estados Unidos en apoyo a las Fuerzas Armadas y fuerzas públicas peruanas.

## Toma de la urbe
El 30 de mayo de 1987 el Ejército Guerrillero ingreso a Uchiza a las 11 de la noche, centrándose en la base policial de Uchiza de la Guardia Civil del Perú, los animales fueron asustados para llamar la atención de los efectivos y éstos confundidos fueron sorprendidos por 300 militantes del Partido Comunista, quienes los acribillaron, el suceso ocasionó la muerte de diez policías. Posteriormente, el sitio fue incendiado, este siniestro se expandió y el humo también mató a cuatro miembros de una casa familiar.
La ocupación duro aproximadamente una semana, entre finales de mayo a inicios de junio, en donde el Partido implantó un régimen de terror y represión entre la población y los prisioneros de guerra.

## Liberación
La Guardia Civil del Perú se reorganizó para liberar la ciudad, con aproximadamente 200 a 300 efectivos se enfrentaron a los insurgentes. Cuando el Partido Comunista abandonó el pueblo se descubrió a 130 policías en estados deplorables.

## Reacciones
La alcaldía del distrito de Uchiza pidió mayor intervención del Estado. El Ministerio del Interior realizó ceremonias en honor a los asesinados, en presencia de sus viudas y familiares.